# Oriental (Maroc)
Pour les articles homonymes, voir Oriental.
La région de l'Oriental (en berbère : ⵜⴰⵎⵏⴰⴹⵜ ⵏ ⵜⴰⴳⵎⵓⴹⴰⵏⵜ, en arabe : الجهة الشرقية)  (en berbère : ⵜⴰⵎⵏⴰⴹⵜ ⵏ ⵡⵓⵊⴷⴰ, en arabe : جهة وجدة) est l'une des douze régions du Maroc instituées par le découpage territorial de 2015. La ville d'Oujda en est le chef-lieu.
La région est bordée au nord par la Mer Méditerranée et à l'est par la frontière entre le Maroc et l'Algérie.
Les principales villes de l'Oriental sont Oujda, Nador, Driouch, Berkane, Taourirt, Jerada, Ahfir, Guercif et Figuig.
La ville de Nador comporte le plus grand aéroport (Nador Al-Aroui), la plus grande zone industrielle (Selouane) et le plus grand port (Beni Ensar) de l'Oriental.
Le nord de la région forme le Rif oriental, région géographique et culturelle allant de l'Oued Kert à Saidia et englobant les provinces de Nador, de Berkane et Driouch ainsi que les moitiés nord des provinces de Guercif et Taourirt. 
L'ensemble du sud de la région fait partie du territoire historique et géographique de la tribu arabe des Beni Guil.

## Politique
Depuis septembre 2021, le Président de la région est Abdennabi Biioui.

## Subdivisions administratives
Elle est composée d'une préfecture et de sept provinces :
- la province de Berkane ;
- la province de Driouch ;
- la province de Figuig ;
- la province de Guercif ;
- la province de Jerada ;
- la province de Nador ;
- la préfecture d'Oujda-Angad ;
- la province de Taourirt.

## Géographie
La région occupe le nord-est du Maroc. La nouvelle région comprend l'ancienne région de l'Oriental (avant 2015) ainsi que la province de Guercif de l'ancienne région de Taza-Al Hoceïma-Taounate.
Elle est limitée :
- au nord par la mer Méditerranée ;
- à l'est par la frontière maroco-algérienne;
- au sud par la frontière maroco-algérienne;
- à l’ouest par la région de Tanger-Tétouan-Al Hoceima,la région de Fès-Meknès et la région du Drâa-Tafilalet.

## Climat
Le climat est Méditerranéen sur les côtes, semi-aride à l'intérieur, et aride sur les zones australes de la région.

## Démographie
Selon le HCP, sa population est de 2 294 665 habitants en 2024.
Selon le HCP, sa population était de 2 314 346 habitants en 2014, soit 6,8 % de la population nationale.
La densité de la population est de 28 hab./km2, la partie nord de la région concentre près de 80 % de la population de la région, le taux d'urbanisation est de 67 %.

## Infrastructures

### Transport

#### Routes et autoroutes
L'Liste des autoroutes du Maroc#A2 Autoroute Rabat – Oujda (Rabat - Oujda) dessert plusieurs villes de la région.
L'Liste des autoroutes du Maroc#A2 Autoroute Rabat – Oujda (Fès - Oujda)

#### Aéroports
La région dispose de trois aéroports qui, réunis, ont accueilli 1 125 825 passagers en 2015 :
- Aéroport Nador-Aroui (602 764 passagers)
- Aéroport Oujda-Angads (522 947 passagers)
- Aéroport de Bouarfa (114 passagers)

#### Ports
Le port de Beni Nsar est le port industriel de la région. Un autre grand port, Nador West Med, est en projet et d'autres ports de pêche et de plaisance existent (Saïdia, Ras El Ma, Marchica, etc.).

#### Chemins de fer
Oujda et Nador, les deux plus grandes villes, de la région sont reliées au réseau national.

### Enseignement
Au niveau de l'enseignement supérieur, la région dispose de l'université Mohammed Ier.

## Galerie

Vue panoramique de la plage de Saïdia.

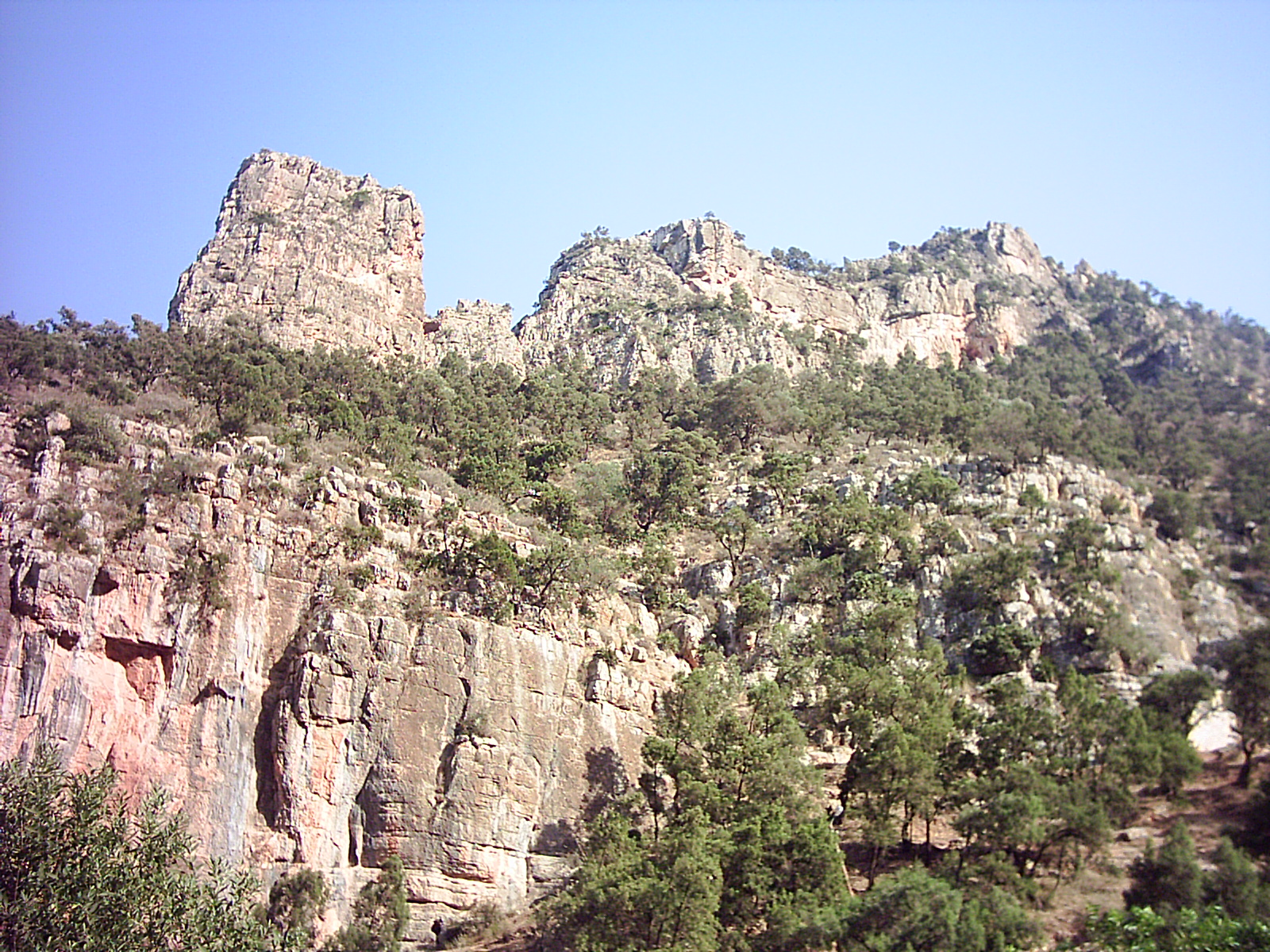
Adrad Tamejout : la grotte du Chameau localement appelée Zegzel.
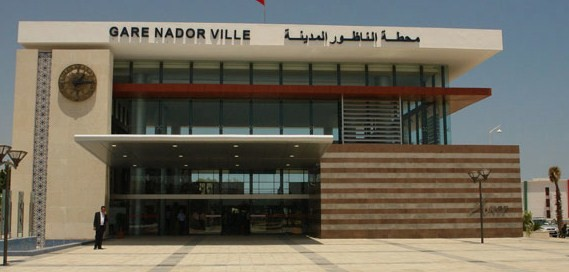
La gare de Nador.
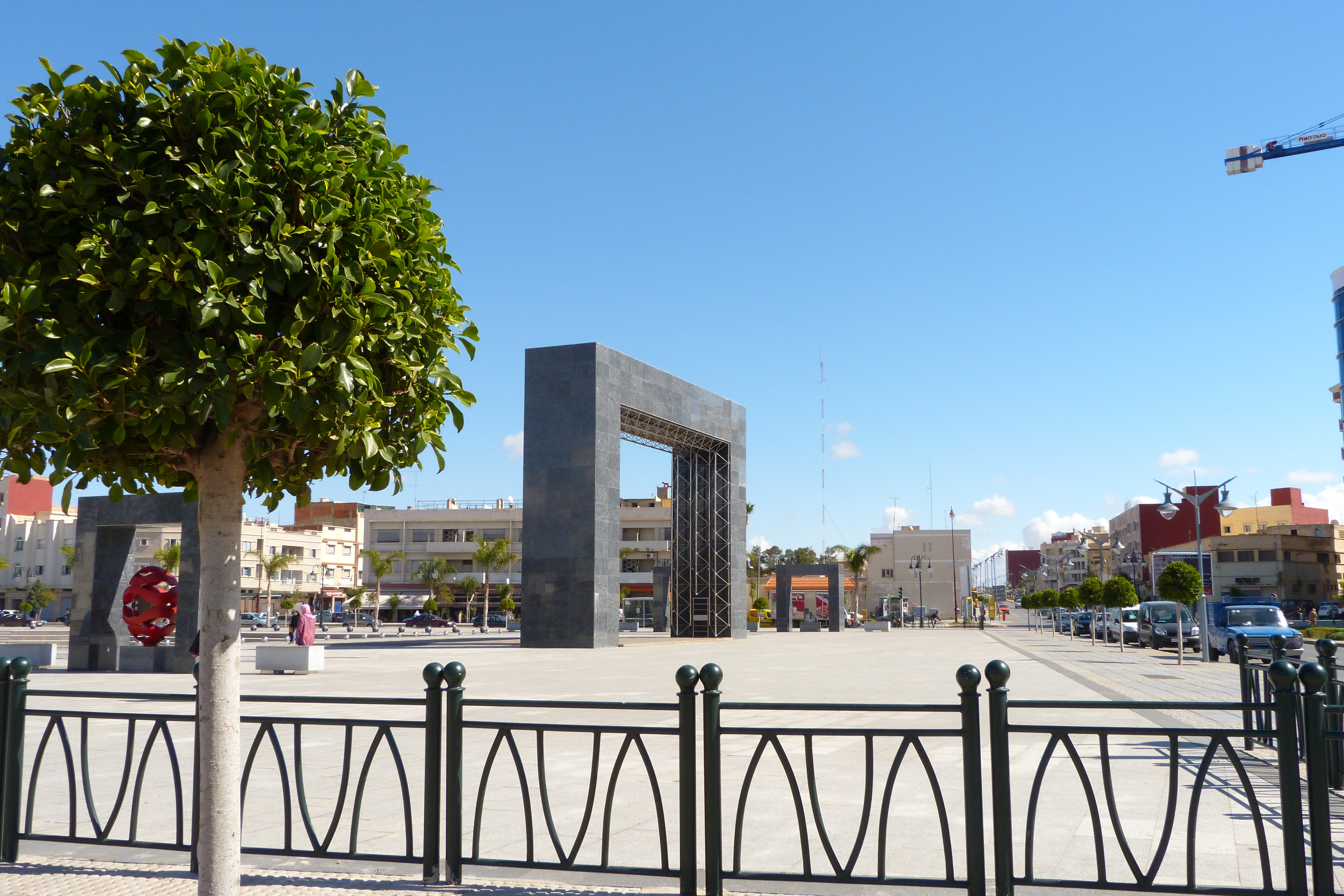
Place Ziri Ibn Attia à Oujda.
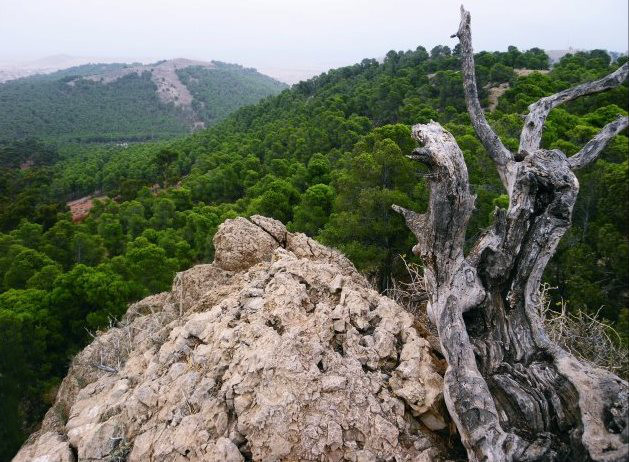
Parc de Sidi Mâafa.